# 2001 au cinéma
| Années du cinéma : 1998 - 1999 - 2000 - 2001 - 2002 - 2003 - 2004    |
| Décennies du cinéma : 1970 - 1980 - 1990 - 2000 - 2010 - 2020 - 2030 |

Cet article présente les faits marquants de l'année 2001 au cinéma.

## Festivals

### Cannes
- La 54e édition du Festival de Cannes s'est déroulée du 9 au 20 mai. La Chambre du fils de Nanni Moretti reçoit la Palme d'or.

### Autres festivals
- x : 7e Semaine du cinéma britannique d'Abbeville : x
- x : 11e Festival du cinéma africain de Milan : Prix du meilleur long métrage : Little Senegal de Rachid Bouchareb (Sénégal / France)
- x : Sundance Film Festival : x
- x : 7e Fantastic'Arts de Gerardmer : x
- x : 51e Festival international du film de Berlin : x
- x : 3e Festival du film asiatique de Deauville : x
- x : 23e Festival international de films de femmes de Créteil : x
- x : 28e Festival du film de Paris : x
- x : 19e Festival du film policier de Cognac : x
- x : 25e Festival international du film d'animation d'Annecy : x
- x : 58e Mostra de Venise : Le Mariage des moussons (Monsoon Wedding) de Mira Nair emporte le Lion d'or.
- x : 27e Festival du cinéma américain de Deauville : x
- x : 17e Festival panafricain du cinéma et de la télévision de Ouagadougou (Fespaco).
- x : 15e Festival international de films de Fribourg (FIFF)
- x : 4e Concours International de courts-métrages de la ville de Soria
- du 29 novembre au 2 décembre : 9e Festival du cinéma russe à Honfleur : Grand prix : Les Vieilles rosses (Старые клячи), 2000, de Eldar Riazanov

## Récompenses

### Oscars
Un homme d'exception (A beautiful mind) de Ron Howard est récompensé par quatre Oscars :
- Meilleur film
- Meilleur réalisateur
- Meilleure actrice dans un second rôle : Jennifer Connelly
- Meilleur scénario adapté : Akiva Goldsman d'après le livre de Sylvia Nasar

Le Seigneur des anneaux : La Communauté de l'anneau (The Lord of the Rings: The Fellowship of the Ring) de Peter Jackson est aussi récompensé par quatre Oscars :
- Meilleure photographie : Andrew Lesnie
- Meilleure musique : Howard Shore
- Meilleur maquillage : Peter Owen et Richard Taylor
- Meilleurs effets spéciaux : Jim Rygiel, Randall William Cook, Richard Taylor et Mark Stetson

Et entre autres récompenses :
- Meilleur acteur : Denzel Washington dans Training Day d'Antoine Fuqua
- Meilleure actrice : Halle Berry dans À l'ombre de la haine (Monster's ball) de Marc Forster
- Meilleur acteur dans un second rôle : Jim Broadbent dans Iris
- Meilleur scénario original : Julian Fellowes pour Gosford Park de Robert Altman
- Meilleur montage : Pietro Scalia pour La Chute du faucon noir (Blackhawk down) de Ridley Scott
- Meilleurs décors : Catherine Martin et Brigitte Broch pour Moulin rouge
- Meilleur film d'animation : Shrek d'Aron Warner
- Meilleur film documentaire : Un coupable idéal (Murder on a Sunday morning) de Jean-Xavier de Lestrade et Denis Poncet
- Meilleur film étranger : No Man's Land de Danis Tanović

### Césars
- Meilleur film : Le Goût des autres de Agnès Jaoui
- Meilleur réalisateur : Dominik Moll pour Harry, un ami qui vous veut du bien
- Meilleur acteur : Sergi López dans Harry, un ami qui vous veut du bien
- Meilleure actrice : Dominique Blanc dans Stand-by
- Meilleur second rôle masculin : Gérard Lanvin dans Le Goût des autres
- Meilleur second rôle féminin : Anne Alvaro dans Le Goût des autres
- Meilleur film étranger : In the Mood for Love de Wong Kar-wai

### Italie

#### Prix David di Donatello
- Meilleur film : La Chambre du fils de Nanni Moretti

#### Ruban d'argent
- Meilleur film : La Chambre du fils de Nanni Moretti

### Canada

#### Prix Jutra
- Meilleur film québécois : Maelström de Denis Villeneuve
- Meilleur réalisateur : Denis Villeneuve pour Maelström
- Meilleure actrice : Marie-Josée Croze dans Maelström
- Meilleur acteur : Paul Ahmarani dans La Moitié gauche du frigo
- Billet d'or (film le plus populaire) : La Vie après l'amour de Gabriel Pelletier

### Autres récompenses
- Grand prix (Étalon de Yennenga) au Festival panafricain du cinéma et de la télévision de Ouagadougou : Ali Zaoua prince de la rue, de Nabil Ayouch (Maroc)
- Prix Romy-Schneider : Hélène de Fougerolles

## Événements
- Cinéma numérique : préparation et présentation à Paris, le 29 octobre 2001, de la première transmission de cinéma numérique par satellite en Europe d'un long métrage cinématographique par Bernard Pauchon, Alain Lorentz, Raymond Melwig et Philippe Binant[1].

## Principales sorties en salles en France

### Premier trimestre
- Mortel transfert de Jean-Jacques Beineix (10 janvier)
- Selon Matthieu (10 janvier)
- Seul au monde de Robert Zemeckis (17 janvier)
- Le Placard de Francis Veber (17 janvier)
- Le Pacte des loups de Christophe Gans (31 janvier)
- Les 102 dalmatiens de Kevin Lima (31 janvier)
- La Vérité si je mens ! 2 de Thomas Gilou (7 février)
- Endiablé de Harold Ramis (21 février)
- À ma sœur ! de Catherine Breillat (7 mars)
- Kuzco, l'empereur mégalo de Mark Dindal (28 mars)
- La Tour Montparnasse infernale de Charles Nemes (28 mars)
- Intimité (Intimacy) de Patrice Chereau (28 mars)

### Deuxième trimestre
- Yamakasi de Ariel Zeitoun (4 avril)
- Belphégor, le fantôme du Louvre de Jean-Paul Salomé (4 avril)
- À la rencontre de Forrester (18 avril)
- 15 août de Patrick Alessandrin (18 avril)
- Le Fabuleux Destin d'Amélie Poulain de Jean-Pierre Jeunet (24 avril)

### Troisième trimestre
- Lara Croft: Tomb Raider de Simon West (27 juin)
- Shrek d’Andrew Adamson et Vicky Jenson (4 juillet)
- La Boîte de Claude Zidi (4 juillet)
- La planète des singes de Tim Burton (22 août)
- Absolument fabuleux de Gabriel Aghion (29 août)
- Rush Hour 2 de Brett Ratner (29 août)

### Quatrième trimestre
- Vidocq de Pitof (19 septembre)
- La Chambre des officiers de François Dupeyron (26 septembre)
- Moulin Rouge ! de Baz Luhrmann (3 octobre)
- Sur mes lèvres de Jacques Audiard (17 octobre)
- J'ai faim !!! de Florence Quentin (7 novembre)
- Training Day d'Antoine Fuqua (7 novembre)
- Ma femme est une actrice de Yvan Attal (14 novembre)
- Tanguy d'Étienne Chatiliez (21 novembre)
- Atlantide, l'empire perdu des studios Disney (28 novembre)
- Harry Potter à l'école des sorciers de Chris Columbus (5 décembre)
- Le Seigneur des anneaux : La Communauté de l'anneau de Peter Jackson (19 décembre)
- Les Autres de Alejandro Amenábar (26 décembre)
- Sexy boys de Stéphane Kazandjian (26 décembre)

## Box-Office

### France
Article détaillé : Box-office France 2001
| Class.                    | Titre                                               | Pays       | Réalisateur                    | Box-Office France | Semaines     |
| ------------------------- | --------------------------------------------------- | ---------- | ------------------------------ | ----------------- | ------------ |
| 1.                        | Harry Potter à l’école des sorciers                 | États-Unis | Chris Columbus                 | 9 395 711 entrées | 43 sem (fin) |
| 2.                        | Le Fabuleux Destin d'Amélie Poulain                 | France     | Jean-Pierre Jeunet             | 8 635 962 entrées | 83 sem (fin) |
| 3.                        | La Vérité si je mens ! 2                            | France     | Thomas Gilou                   | 7 469 664 entrées | 37 sem (fin) |
| 4.                        | Le Seigneur des anneaux : La Communauté de l'anneau | États-Unis | Peter Jackson                  | 6 876 402 entrées | 40 sem (fin) |
| 5.                        | Le Placard                                          | France     | Francis Veber                  | 5 317 828 entrées | 17 sem (fin) |
| 6.                        | Le Pacte des loups                                  | France     | Christophe Gans                | 5 179 154 entrées | 13 sem (fin) |
| 7.                        | Tanguy                                              | France     | Etienne Chatiliez              | 4 310 477 entrées | 50 sem (fin) |
| 8.                        | Atlantide, l'empire perdu                           | États-Unis | Gary Trousdale et Kirk Wise    | 4 303 919 entrées | 27 sem (fin) |
| 9.                        | Shrek                                               | États-Unis | Andrew Adamson et Vicky Jenson | 4 015 800 entrées | 42 sem (fin) |
| 10.                       | La Planète des singes                               | États-Unis | Tim Burton                     | 3 970 011 entrées | 12 sem (fin) |
| Source :cbo-boxoffice.com |                                                     |            |                                |                   |              |

### États-Unis
1. Harry Potter à l’école des sorciers
2. Le Seigneur des anneaux : La Communauté de l'anneau
3. Shrek
4. Monstres et Cie
5. Rush Hour 2
6. Le Retour de la momie
7. Pearl Harbor
8. Ocean's Eleven
9. Jurassic Park 3
10. La Planète des singes

## Naissances
- 19 février: David Mazouz, acteur américain
- 23 février : Lilla Crawford, actrice américaine
- 3 septembre: Kaia Gerber, mannequin américaine
- 28 décembre : Madison De La Garza, actrice américaine
- 18 décembre : Billie Eilish, chanteuse américaine
- Date inconnue :
  - Juna de Leeuw, actrice néerlandaise

## Principaux décès

### Premier trimestre
- 30 janvier : Jean-Pierre Aumont, 90 ans, acteur
- 7 février : Dale Evans, actrice
- 12 février : Kristina Söderbaum, actrice et photographe
- 14 février : Guy Grosso, 67 ans, acteur français
- 19 février : Stanley Kramer, 87 ans, réalisateur
- 23 février : Robert Enrico, 69 ans, réalisateur
- 15 mars : Ann Sothern, actrice

### Deuxième trimestre
- 7 avril : David Graf, acteur américain
- 10 avril : Jean-Gabriel Albicocco, réalisateur
- 14 mai : Mauro Bolognini, réalisateur
- 3 juin : Anthony Quinn, 86 ans, acteur
- 15 juin : Henri Alekan, chef opérateur
- 21 juin : Carroll O'Connor, 76 ans, acteur
- 28 juin : Jack Lemmon, 76 ans, acteur
- 28 juin : Joan Sims, 71 ans, actrice

### Troisième trimestre
- 6 juillet : Lioubov Sokolova, à 79 ans, actrice soviétique (° 31 juillet 1921).
- 25 août :
  - Aaliyah Dana Haughton, 22 ans, chanteuse et actrice
  - John Chambers, maquilleur américain.
  - Philippe Léotard, 61 ans, acteur
- 2 septembre : Troy Donahue, 65 ans, acteur
- 3 septembre : 
  - Pauline Kael, 82 ans, critique de cinéma
  - Thuy Trang, 27 ans, actrice vietnamienne
- 6 septembre : Jacques Deschamps, 70 ans, acteur français spécialisé dans le doublage et voix de Clint Eastwood.
- 15 septembre : Mario Santini, 56 ans, comédien de doublage français

### Quatrième trimestre
- 18 octobre : Philippe Clévenot, 59 ans, acteur
- 20 octobre : Philippe Agostini, directeur de la photographie et réalisateur français
- 28 octobre : Grigori Chukhrai, réalisateur soviétique
- 10 décembre : Ashok Kumar, 90 ans, acteur